# 哈爾琴基 (蘇梅區)
50°35′29″N 34°45′39″E / 50.59139°N 34.76083°E
哈爾琴基（烏克蘭語：Харченки）是位於烏克蘭東北部的村莊，由蘇梅州蘇梅區的萊貝丁市鎮負責管轄。該村距離哈爾布濟夫卡0.5公里，海拔高度204米，2001年該村落人口15。